# Парестетична мералгия
Парестетична мералгия (на латински: Meralgia paresthetica), известна още като Синдром на Бърнард-Рот (Bernhardt-Roth syndrome), е изтръпване или болка във външната част на бедрото, причинена от нараняване на латералния кожен нерв (на латински: lateral femoral cutaneous nerve), свързващ бедрото с гръбначния стълб.
Способна да причини остра болка, тя понякога е наричана „болест на джинсите“ (jeans disease), защото от нея страдат предимно жени, които се обличат с прилепнали към ханша джинсови панталони. 
Терминът Парестетична Мералгия произхожда от гръцки език и означава „болка в бедрото, включваща аномалии в чувствителността“.